# Gabinete Daladier III
O Gabinete Daladier III foi o ministério formado por Édouard Daladier em 10 de abril de 1938 e dissolvido em 13 de maio de 1939. Foi o 105º gabinete da Terceira República Francesa, sendo antecedido pelo Gabinete Blum II e sucedido pelo Gabinete Daladier IV.

## Contexto
Nomeado Presidente do Conselho de Ministros pela terceira vez em abril de 1938, Édouard Daladier interveio rapidamente na área monetária, por meio de um acordo com os tesouros americano e britânico, permitindo que o franco caísse para uma paridade de 179 francos por libra esterlina e, em seguida, estabilizasse essa paridade. Desejando retornar ao rigor orçamentário, os radicais se uniram à direita, integrando o gabinete e efetivamente pondo fim à "Frente Popular". Desejando reservar empregos para trabalhadores franceses, Daladier promulgou o decreto-lei de 2 de maio de 1938 sobre o policiamento de estrangeiros, que foi complementado pelo decreto-lei de 12 de novembro daquele ano, prevendo a internação de "estrangeiros indesejáveis".
Em novembro de 1938, Daladier emitiu novos decretos, chamados por seus oponentes de "decretos da miséria", que reverteram as medidas da "Frente Popular". Daladier chamou a lei laboral da semana de 40 horas de "lei da preguiça e da traição nacional". Em resposta, greves de trabalhadores ocorreram em Marselha, Lyon e Lorena. A direção da Renault demitiu 28.000 trabalhadores por "quebra de contrato de trabalho". A Confederação Geral do Trabalho (CGT) decidiu então convocar uma greve geral para 30 de novembro. O governo requisitou transportes e enviou tropas para os portões das fábricas. Em 1º de dezembro, 36.000 trabalhadores foram demitidos nas indústrias aeronáutica e de arsenais e 8.000 nas indústrias química e automotiva - mais da metade são dirigentes sindicais da CGT. Seis meses depois, 40% dos grevistas não encontraram emprego novamente.
Na diplomacia, seu governo assinou, em nome da França e em parceria com o Primeiro-Ministro britânico Neville Chamberlain, o "Acordo de Munique", em 30 de setembro de 1938, que entregou a Chéquia (Sudetos) e sua indústria ao Chanceler/Führer alemão Adolf Hitler. A guerra com a Alemanha parecia inevitável, pois Daladier tinha pouca fé na promessa alemã de encerrar suas reivindicações territoriais. No entanto, parecia impossível trazer a França para a guerra sem o apoio do Reino Unido, que defendia uma política de apaziguamento, e da opinião pública francesa, impulsionada por uma forte corrente pacifista. Além disso, o Estado-Maior francês lamentava a fragilidade de sua força aérea, o que os levava a acreditar que a França não seria capaz de derrotar a Alemanha sozinha. Tudo isso levou Daladier a ratificar esses acordos.
Édouard Daladier deixou o governo em maio de 1939, reformulando seu gabinete e retornando ao poder em seguida.

## Composição

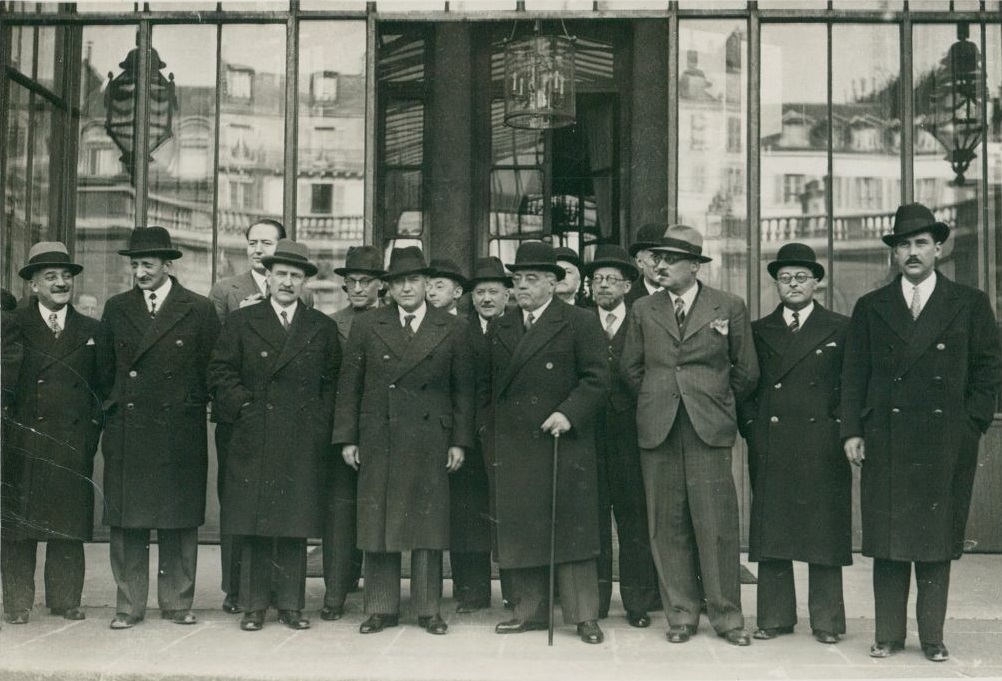
O 3º Gabinete Daladier em fotografia de 1938.

- Presidente da República: Albert Lebrun
- Presidente do Conselho de Ministros: Édouard Daladier
- Vice-presidente do Conselho e Coordenador de Serviços: Camille Chautemps
- Ministro dos Estrangeiros: Georges Bonnet
- Ministro da Justiça: Paul Reynaud (1938); Paul Marchandeau (1938-1939)
- Ministro do Interior: Albert Sarraut
- Ministro da Guerra e Defesa Nacional: Édouard Daladier
- Ministro das Finanças: Paul Marchandeau (1938); Paul Reynaud (1938-1939)
- Ministro da Economia Nacional: Raymond Patenôtre
- Ministro da Educação Nacional: Jean Zay
- Ministro das Obras Públicas: Ludovic-Oscar Frossard (1938); Anatole de Monzie (1938-1939)
- Ministro da Agricultura: Henri Queuille
- Ministro do Comércio: Fernand Gentin
- Ministro dos Correios, Telégrafos e Telefones: Alfred Jules-Julien
- Ministro do Trabalho: Paul Ramadier (1938); Charles Pomaret (1938-1939)
- Ministro dos Assuntos dos Veteranos e Pensionistas: Auguste Champetier de Ribes
- Ministro da Saúde Pública: Marc Rucart
- Ministro da Marinha Militar: César Campinchi
- Ministro do Ar: Guy La Chambre
- Ministro das Colônias: Georges Mandel
- Ministro da Marinha Mercante: Louis de Chappedelaine

## Realizações
- Assinatura do "Acordo Bérard-Jordana", que reconheceu a legitimidade de Francisco Franco sobre a Espanha e permitiu obter a neutralidade espanhola em caso de guerra.[8]